# Dandlalm
Die Dandlalm (auch: Hinterröthelmoosalm) ist Teil der Röthelmoosalm im Urschlauer Forst auf dem Gebiet der Gemeinde Ruhpolding in Oberbayern. 
Zwei Kaser der Dandlalm stehen unter Denkmalschutz und sind unter der Nummer D-1-89-140-165 in die Bayerische Denkmalliste eingetragen.

## Baubeschreibung
Der Hellenstallkaser ist ein überkämmter Blockbau auf gemauertem Sockel mit einem „Sieben-Pfettendach“ und entstand vermutlich in der ersten Hälfte des 18. Jahrhunderts.
Der Lauterbachkaser ist gemauert, hat einen Blockbaugiebel und ist an der Firstpfette mit dem Jahr 1818 bezeichnet.

## Heutige Nutzung
Die Dandlalm wird landwirtschaftlich genutzt und ist bewirtet, es werden jedoch keine Übernachtungen angeboten.

## Lage
Die Dandlalm bildet als hintere Röthelmoosalm den östlichen Teil der Röthelmoosalm. Die Almfläche liegt im Urschlauer Forst nördlich des Weitsees auf einer Höhe von etwa 880 m ü. NN.
Die Langerbaueralm bildet als vordere Röthelmoosalm den westlichen Teil der Röthelmoosalm, am nördlichen Ende der Almfläche befindet sich die Röthelmoosklause.